# نادی‌بان‌هدیش
نادی‌بان‌هِدیِش (به مجاری:  Nagybánhegyes) یک منطقهٔ مسکونی در مجارستان است که در ناحیه مزوکواچ‌هازا واقع شده‌است. نادی‌بان‌هدیش ۴۲٫۲۶ کیلومتر مربع مساحت و ۱٬۲۲۴ نفر جمعیت دارد.

## خواهرخوانده
شهر پنکوتا خواهرخواندهٔ ناگیبانهگیش هست.